# Konstantin Pawlowitsch Polenow

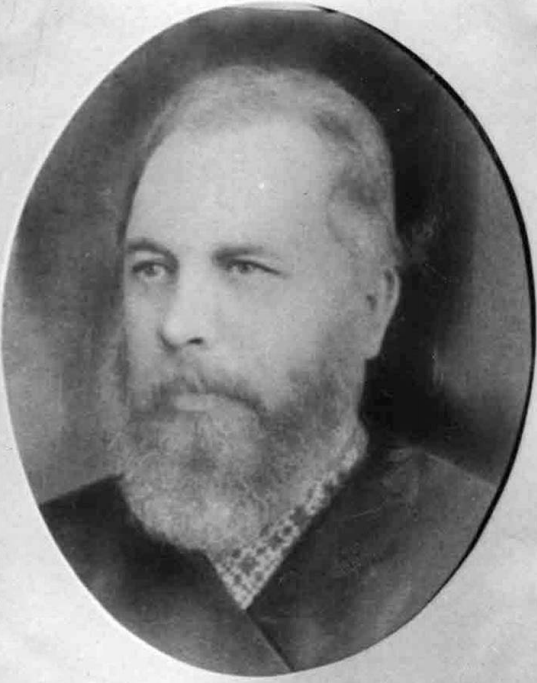
Konstantin Pawlowitsch Polenow (1890)

Konstantin Pawlowitsch Polenow (russisch Константин Павлович Поленов; * 25. Julijul. / 6. August 1835greg. auf dem Familiengut Pawlowskoje im Ujesd Kineschma; † 13. Januarjul. / 26. Januar 1908greg. in Jekaterinburg) war ein russischer Metallurg und Erfinder.

## Leben
Polenow war das zweitjüngste von 5 Kindern einer Adelsfamilie im Gouvernement Kostroma, der einige Dörfer im Ujesd Kineschma und im Ujesd Ljubim im Gouvernement Jaroslawl gehörten. Er absolvierte das Kostromaer Knabengymnasium mit Auszeichnung, Es folgte das Studium an der physikalisch-mathematischen Fakultät der Universität Moskau, das er 1856 mit der Großen Goldmedaille abschloss. Die weitere Ausbildung an der Nikolai-Akademie des Generalstabs in St. Petersburg beendete er 1858, um im Pulkowo-Observatorium zu arbeiten, denn er wollte Astronom werden.
Nach dem Studium hatte Polenow seine Kommilitonin Marija Alexandrowna Bykowa geheiratet. Dies führte offenbar zu Schwierigkeiten mit seiner Familie, denn als im August 1859 sein Sohn Boris geboren wurde und er dazu noch die Schwester seiner Frau unterstützen sollte, musste er gezwungenermaßen auf seine Tätigkeit im Pulkowo-Observatorium verzichten und das Angebot Pawel Pawlowitsch Demidows annehmen, als Mechanik-Lehrer an der Technischen Hochschule in Nischni Tagil im Ural zu arbeiten. Die Begegnung mit Wladimir Karlowitsch Raschet, dem Geschäftsführer des Nischni Tagiler Bergbezirks des Industriellen Anatole Demidoff di San Donato, führte dazu, dass Polenow Verwalter des Wissimo-Schaitanski-Hüttenwerks bei Jekaterinburg wurde. Dort lernte er die Familie des Priesters Narkis Matwejewitsch Mamin kennen, dessen Sohn Dmitri dann Schriftsteller wurde.
1864 wurde Polenow Verwalter des Hüttenwerks Nischnjaja Salda, wo er dann 38 Jahre arbeitete. Im selben Jahr schlug er die Produktion von verfestigten Eisenbahnschienen vor, was dann auch realisiert wurde. 1875–1876 entwickelte er ein spezielles Bessemerverfahren für siliciumarmes Roheisen (sogenanntes russisches Bessemerverfahren), das dann realisiert wurde. Erstmals in Russland setzte er 1882 den Cowper-Winderhitzer ein sowie das exakte Schneiden heißer Schienen mithilfe eines Photometers. Polenow war überzeugt, dass Erfindungen und allgemein das Wissen nicht den Erfindern, sondern der ganzen Menschheit gehört, und machte die Abläufe im Werk nicht zum Betriebsgeheimnis. Einer seiner Schüler war Wladimir Jefimowitsch Grum-Grschimailo.
Lange vor Pawel Nikolajewitsch Jablotschkow erfand Polenow die elektrische Beleuchtung, die bereits in den 1870er Jahren im Saldaer Kontor abends eingeschaltet wurde. Mithilfe der elektrischen Beleuchtung führte er mit der Laterna magica intransparente Bilder vor. Das von ihm erfundene und ständig verbesserte Melodrom war ein Harmonium mit speziellen Noten für Musikdarbietungen durch ungeschulte Personen.
Auf Drängen Polenows wurde 1880 in Nischnjaja Salda die erste zweiklassige Schule für die Kinder der Arbeiter im Gouvernement Perm eröffnet. Im Obergeschoss von Polenows Haus wurde ein großer Raum für Amateuraufführungen von Theaterstücken zur Verfügung gestellt. Auf Polenows Initiative entstand beim Hüttenwerk Nischnjaja Salda eine Kleinkredit-Genossenschaft für Ackerbau. Viele Jahre lang war Polenow Abgeordneter im Semstwo Werchoturje und wurde mehrmals in den Gouvernementssemstwo gewählt. Drei Jahre lang war er Vorsitzender der Ujesdversammlung Werchoturje. Viele Male wurde er zum Ehrenfriedensrichter gewählt. 1903 setzte er sich in Jekaterinburg zur Ruhe. Er blieb Rationalist, Positivist und Feind jeder Art von Theologie, Metaphysik und Mystik.